# Hamza Lahmar
Hamza Lahmar (ur. 28 maja 1990 w Susie) – tunezyjski piłkarz grający na pozycji ofensywnego pomocnika. Jest wychowankiem klubu Étoile Sportive du Sahel.

## Kariera piłkarska
Swoją karierę piłkarską Lahmar rozpoczął w klubie Étoile Sportive du Sahel. W 2009 roku awansował do pierwszego zespołu. W sezonie 2009/2010 zadebiutował w nim pierwszej lidze tunezyjskiej. W sezonie 2010/2011 został z nim wicemistrzem kraju. W trakcie sezonu 2010/2011 był wypożyczony do Espérance Zarzis. Z kolei na początku sezonu 2011/2012 wypożyczono go do ES Hammam-Sousse.
Na początku 2012 roku Lahmar wrócił do Étoile Sportive du Sahel. W sezonie 2011/2012 zdobył Puchar Tunezji. W sezonach 2013/2014 i 2014/2015 także zdobywał Puchar Tunezji oraz został wicemistrzem kraju. W 2015 roku zdobył Puchar Konfederacji, a w 2016 roku został mistrzem Tunezji.
| Sezon   | Klub                     | Kraj    | Rozgrywki | Mecze | Gole |
| ------- | ------------------------ | ------- | --------- | ----- | ---- |
| 2009/10 | Étoile Sportive du Sahel | Tunezja | CLP-1     | ?     | ?    |
| 2010/11 | Étoile Sportive du Sahel | Tunezja | CLP-1     | ?     | ?    |
| 2010/11 | Espérance Zarzis         | Tunezja | CLP-1     | ?     | ?    |
| 2011/12 | ES Hammam-Sousse         | Tunezja | CLP-1     | 18    | 2    |
| 2011/12 | Étoile Sportive du Sahel | Tunezja | CLP-1     | 6     | 1    |
| 2012/13 | Étoile Sportive du Sahel | Tunezja | CLP-1     | 15    | 1    |
| 2013/14 | Étoile Sportive du Sahel | Tunezja | CLP-1     | 13    | 1    |
| 2014/15 | Étoile Sportive du Sahel | Tunezja | CLP-1     | 16    | 1    |
| 2015/16 | Étoile Sportive du Sahel | Tunezja | CLP-1     | 29    | 12   |
| 2016/17 | Étoile Sportive du Sahel | Tunezja | CLP-1     |       |      |

## Kariera reprezentacyjna
W reprezentacji Tunezji Lahmar zadebiutował 5 września 2015 roku w przegranym 0:1 meczu kwalifikacji do Pucharu Narodów Afryki 2017 z Liberią. W 2017 roku został powołany do kadry na Puchar Narodów Afryki 2017.